# José Domingo Ulloa Mendieta
José Domingo Ulloa Mendieta (Chitré, 24 dicembre 1956) è un arcivescovo cattolico panamense, dal 18 febbraio 2010 arcivescovo metropolita di Panama.

## Biografia
José Domingo Ulloa Mendieta è nato il 24 dicembre 1956 a Chitré, provincia di Herrera ed arcidiocesi di Panama (oggi nella diocesi di Chitré), nella parte centro-meridionale della Repubblica di Panama; è il terzo dei tre figli di Dagoberto Ulloa e Clodomira Mendieta.
Ha ricevuto l'ordinazione sacerdotale il 17 dicembre 1983, presso la Cattedrale di San Giovanni Battista a Chitré, per imposizione delle mani di José María Carrizo Villarreal, vescovo di Chitré; si è incardinato, una settimana prima di compiere ventisette anni, come presbitero dell'omonima diocesi. Entrato nell'Ordine di Sant'Agostino nel 1987, ha emesso i voti temporanei il 10 settembre 1988 e poi la professione solenne il 28 agosto 1991.

### Ministero episcopale

#### Vescovo ausiliare di Panama
Il 26 febbraio 2004 papa Giovanni Paolo II lo ha nominato, quarantasettenne, vescovo ausiliare di Panama, assegnandogli contestualmente la sede titolare di Naratcata. Ha ricevuto la consacrazione episcopale il 17 aprile 2004, presso la Cattedrale dell'Assunzione di Maria Vergine a Panama, per imposizione delle mani di José Dimas Cedeño Delgado, arcivescovo metropolita di Panama, assistito dai co-consacranti Giacomo Guido Ottonello, arcivescovo titolare di Sasabe e nunzio apostolico a Panama, ed Oscar Mario Brown Jiménez, vescovo di Santiago de Veraguas. Come suo motto episcopale il neo vescovo Ulloa Mendieta ha scelto Humildad servicio caridad, che tradotto vuol dire "Umiltà, servizio, carità".
Nel 2007 è stato eletto segretario generale della Conferenza Episcopale di Panama, ricoprendo tale incarico fino al 2011 quando gli è succeduto Pablo Varela Server, vescovo titolare di Macomades Rusticiana ed ausiliare di Panama.
Il 18 settembre 2008 si è recato in Vaticano, assieme agli altri membri dell'episcopato panamense, per la visita visita ad limina apostolorum, discutendo con il Pontefice della situazione e dei problemi relativi all'arcidiocesi

#### Arcivescovo di Panama
Il 18 febbraio 2010 papa Benedetto XVI lo ha promosso, cinquantatreenne, arcivescovo metropolita di Panama; è succeduto al settantaseienne José Dimas Cedeño Delgado, dimissionario per raggiunti limiti d'età. Ha preso possesso dell'arcidiocesi durante una cerimonia svoltasi presso la Cattedrale dell'Assunzione di Maria Vergine a Panama il 18 aprile seguente. Il 29 giugno successivo, giorno della solennità dei Santi Pietro e Paolo, si è recato presso la Basilica di San Pietro in Vaticano, dove il Pontefice gli ha imposto il pallio, simbolo di comunione tra la Santa Sede e il metropolita.
Nel novembre 2012 è stato eletto presidente del Segretariato Episcopale di America Centrale e Panama, succedendo a Leopoldo José Brenes Solórzano, arcivescovo metropolita di Managua e futuro cardinale; ha ricoperto tale incarico per quattro anni, venendo sostituito il 26 novembre 2016 da José Luis Escobar Alas, arcivescovo metropolita di San Salvador.
Nel gennaio 2013 è stato eletto anche presidente della Conferenza Episcopale di Panama, succedendo a José Luis Lacunza Maestrojuán, O.A.R., vescovo di David; dopo sei anni, l'11 marzo 2019 gli è succeduto Rafael Valdivieso Miranda, vescovo di Chitré e fino ad allora vicepresidente.
L'8 giugno 2017 ha compiuto una seconda visita ad limina insieme ai membri dell'episcopato panamense.
Dal 17 maggio 2023 è secondo vicepresidente del Consiglio episcopale latinoamericano.

## Genealogia episcopale
La genealogia episcopale è:
- Cardinale Scipione Rebiba
- Cardinale Giulio Antonio Santori
- Cardinale Girolamo Bernerio, O.P.
- Arcivescovo Galeazzo Sanvitale
- Cardinale Ludovico Ludovisi
- Cardinale Luigi Caetani
- Cardinale Ulderico Carpegna
- Cardinale Paluzzo Paluzzi Altieri degli Albertoni
- Papa Benedetto XIII
- Papa Benedetto XIV
- Papa Clemente XIII
- Cardinale Giovanni Francesco Albani
- Cardinale Carlo Rezzonico
- Cardinale Antonio Dugnani
- Arcivescovo Jean-Charles de Coucy
- Cardinale Gustave-Maximilien-Juste de Croÿ-Solre
- Vescovo Charles de Forbin-Janson
- Cardinale François-Auguste-Ferdinand Donnet
- Vescovo Charles-Emile Freppel
- Cardinale Louis-Henri-Joseph Luçon
- Cardinale Charles-Henri-Joseph Binet
- Cardinale Maurice Feltin
- Cardinale Jean-Marie Villot
- Arcivescovo Edoardo Rovida
- Arcivescovo José Dimas Cedeño Delgado
- Arcivescovo José Domingo Ulloa Mendieta, O.S.A.